# Солертинський Іван Іванович
Іван Солертинський (3 грудня 1902; Вітебськ, нині Білорусь — 11 лютого 1944; Новосибірськ, нині Російська Федерація) — російський радянський історик музики, театру і літератури. Мав частково білоруське походження.
Зробив істотний внесок у розробку питань класичної музичної спадщини, симфонізму, оперної й балетної драматургії. Вплинув на творчість композитора Дмитра Шостаковича, з яким близько товаришував. Автор статей про класичну музику, хореографію і театральне мистецтво Західної Європи, тогочасну музику зарубіжжя. Володів 26-ма іноземними мовами.

## Походження
Наприкінці XVII століття засновник роду отримав прізвище Солертинський, коли навчався в православній семінарії. Прізвище походить від лат. sollertius — умілий. Родич Сергій Соллертинський (1846-1920) був професором Санкт-Петербурзької духовної академії. Батько Іван Іванович Солертинський (1850-1907) служив у чині статського радника в Петрозаводську (Олонецкая губернія, Російська імперія). У грудні 1898 року отримав призначення на посаду Вітебського повітового суду (Північно-Західний край; нині —Білорусь). У Вітебську одружився з молодою безприданницею зі шляхти Катериною Бабашинською. Пізніше став сенатором

## Життєпис
Народився у Вітебську (в будинку на вулиці Гоголя) в родині голови повітового суду. Був первістком серед 3-х дітей. Улітку 1902-го, через кілька місяців після народження сина, батька направили служити до Харкова, де той помер у 1907-му. Від овдовілої матері отримав домашнє навчання французької мови. Прожив у Вітебську до 18 років. У 1920 році у Вітебську познайомився з мислителем Михайлом Бахтіним (1895-1975). Там же відвідував концерти симфонічного оркестру під керуванням Миколи Малька (пізніше його викладач).
У 1921 році вступив до Петроградського університету, де у 1924 році закінчив романо-германське відділення факультету суспільних наук. Там же вивчав іспанську класичну літературу. Водночас до 1923-го займався в Інституті історії мистецтв, де у 1929 році закінчив аспірантуру з театрознавства.
З 1923 року викладав історію музики, літератури, театру, психологію й естетику у вишах Петрограда, згодом Ленінграда. У середині 1920-х років навчався симфонічної музики в диригента Миколи Малька. З 1929 року працював у Леніградській філармонії, керівником якої став з 1940 року. Паралельно в 1934-1941 рр. працював у видавництві при філармонії. З 1936-го одночасно працював у Ленінградській консерваторії, професором якої став у 1939-му. Читав лекції й виступав з критичною публіцистикою про мистецтво, естетику і психологію. Улітку 1941 року після початку Німецько-радянської війни переїхав з Ленінградської філармонією до Новосибірська, де влаштовував концерти й лекції

## Пам'ять
У 1944 році композитор Дмитро Шостакович присвятив пам'яті Солертинського 2-е фортепіанне тріо. З 1988-го у Вітебську щороку проводяться Міжнародний музичний фестиваль імені Івана Солертинського і наукові читання. 9 грудня 1992-го Виконавчий комітет Вітебської області надав Вітебському музичному училищу ім'я Івана Солертинського. У 2003 році перед будівлею училища встановили пам'ятник Солертинському.

## Прижиттєві книги
- «Болт» Шостаковича. — Л., 1931
- Гектор Берлиоз. — М., 1932
- Густав Малер. — Л., 1932
- Симфонические поэмы Рихарда Штрауса. — Л., 1932
- Жак Оффенбах. — Л., 1933
- Арнольд Шёнберг. — Л., 1934
- Леди Макбет Мценского уезда: опера Шостаковича. — Л., 1934
- Четвёртая симфония Брамса. — Л., 1935
- Вторая симфония Брамса. — Л., 1935
- Джакомо Мейербер. — Л., 1936
- Риголетто: опера Верди. — Л., 1936
- Глюк. — Л., 1937
- Кармен: опера Бизе. — Л., 1937
- «Волшебная флейта» Моцарта. — Л., 1940
- «Фиделио» Бетховена. — Л., 1940
- Седьмая симфония Брукнера. — Л., 1940
- Третья симфония Брамса. — Л., 1941